# Attention, Love!
Attention, Love! (en chino, 稍息立正我愛你; pinyin, Shāo xí lìzhèng wǒ ài nǐ), también conocida como Attention Love 520, es una serie de televisión taiwanesa transmitida entre el 30 de julio y 5 de noviembre de 2017 por CTV.

## Argumento
Yan Li Zheng y Zhong Shao Xi, son un niño y una niña que están destinados a estar juntos desde su nacimiento.
Hace mucho tiempo, dos mejores amigos tuvieron un hijo cada uno. Uno llamó a su hijo Li Zheng, que significa "atención", y el otro llamó a su hija Shao Xi, que significa "a gusto" (en terminología militar). Los dos niños crecieron para incorporar sus nombres a sus vidas, con Li Zheng siendo diligente y prestando atención adicional a todo lo que quiere alcanzar y Shao Xi, una joven más relajada y perezosa en su acercamiento a la vida y a la escuela.
Ahora siendo un joven Li Zheng regresa a Taiwán después de crecer en Japón y conoce por primera vez a Shao Xi en la escuela secundaria, pronto la fuerte atracción que sienten el uno por el otro los acerca y pronto ambos comienzan a enamorarse a pesar de tener personalidades opuestas.

## Reparto

### Personajes principales
| Actor        | Personaje              | Ocupación                                           | N.º de episodios | Duración |
| ------------ | ---------------------- | --------------------------------------------------- | ---------------- | -------- |
| Wang Zi      | Yan Lizheng            | Estudiante del Depto. de Idiomas Extranjeros        | 15               | 2017     |
| Joanne Tseng | Zhong Shaoxi           | Estudiante del Depto. de Administración de Negocios | 15               | 2017     |
| Greg Hsu     | Jin Yubin / Xiao Yu    | Estudiante del Depto. de Administración de Negocios | 14               | 2017     |
| Huang Xindi  | Li Ruping / Xiao Shi   | Estudiante / Escritora "Yu Fen Fen"                 | 14               | 2017     |
| Riley Wang   | Wang Jinli             | Estudiante                                          | 13               | 2017     |
| Kuo Shu-yao  | An Xiaoqiao / Angelina | Estudiante del Depto. de Administración de Negocios | 10               | 2017     |

### Personajes secundarios
| Actor            | Personaje             | Ocupación                                                                                    | N.º de episodios | Duración |
| ---------------- | --------------------- | -------------------------------------------------------------------------------------------- | ---------------- | -------- |
| Bokeh Kosang     | Zhong Run Fa          | Padre de Shao Xi / Dueño de la Tienda de Té                                                  | 12               | 2017     |
| Carolyn Chen     | Zhou Chu Hong / Jo Jo | Madre de Shao Xi                                                                             | 10               | 2017     |
| Barry Q          | Ah Ke                 | Estudiante / Amigo de Jin Li                                                                 | 8                | 2017     |
| Scott Yang       | Xiao Jian             | Estudiante / Amigo de Jin Li                                                                 | 8                | 2017     |
| Wu Yun Ting      | Wu Yi Lin / Yi Yi     | Estudiante del Depto. de Administración de Negocios exlíder y Miembro de Jin Pai High School | 7                | 2017     |
| Hana Lin         | Lin Xiao Er / Xiao Er | Estudiante del Depto. de Administración de Negocios Exmiembro de Jin Pai High School         | 6                | 2017     |
| Elaine Ho        | He Shan / Shan Shan   | Estudiante del Depto. de Administración de Negocios Exmiembro de Jin Pai High School         | 6                | 2017     |
| Dewi Chien       | Bai Ruo Lin / Bai Bai | Estudiante                                                                                   | 7                | 2017     |
| Zhang Guang Chen | Da Mao                | excompañero de Clases de Shao Xi                                                             | 6                | 2017     |

### Otros
| Actor           | Personaje          | Ocupación                                           | N.º de episodios | Duración |
| --------------- | ------------------ | --------------------------------------------------- | ---------------- | -------- |
| Zhou Ming Fu    | Yan Kuan Xiang     | Padre de Li Zheng                                   | 4                | 2017     |
| Liao Yi Xuan    | Lin Mei Yue        | Madre de Li Zheng                                   | 4                | 2017     |
| Hsieh Kun Da    | Lin Zi Xiang       | Tío de Li Zheng                                     | 2                | 2017     |
| Lu Yan Ze       | Ah Zhi             | Compañero de Clases de Li Zheng                     | 3                | 2017     |
| -               | Da Thing           | Compañero de Clases de Li Zheng                     | 3                | 2017     |
| Ye Hui Zhi      | Zheng Jia Fen      | Maestra                                             | 3                | 2017     |
| Lin Xiao Long   | Xiao Ha            | Estudiante del Depto. de Administración de Negocios | 2                | 2017     |
| Fan Jin Qi      | Heng Heng          | Estudiante del Depto. de Administración de Negocios | 2                | 2017     |
| Huang Hung Xuan | Xiao Xiong / Teddy | Cita de Shao Xi                                     | 1                | 2017     |
| Pai Ching-i     | Hai Mei            | Tía de Shao Xi                                      | 1                | 2017     |
| Ellen Wu        | Kiki               | Amiga de Ru Ping                                    | 1                | 2017     |
| Jian Jie        | Kai Di / Katy      | Estudiante de la Universidad Lunghwa                | 1                | 2017     |
| Ge Zi Xiang     | Mr. Ge             | Director de la Universidad Lunghwa                  | 1                | 2017     |
| Bye Bye Chu Chu | Nan Si             | Jugador en el Mercado                               | 1                | 2017     |
| Berry Wen-i Kuo | -                  | Novia de Nan Si                                     | 1                | 2017     |
| Lin Jia Feng    | -                  | Líder de la Clase                                   | 1                | 2017     |

### Apariciones especiales
| Actor                       | Personaje                         | Ocupación                                                   | N.º de episodios | Duración |
| --------------------------- | --------------------------------- | ----------------------------------------------------------- | ---------------- | -------- |
| Lin You Quan                | Yan Li Zheng (joven)              | Estudiante                                                  | 4                | 2017     |
| Lang Tsu-Yun                | Fu Ren Liang                      | Maestra de Shao Xi                                          | 4                | 2017     |
| -                           | -                                 | Entrenador de Shao Xi                                       | 4                | 2017     |
| Darren Chiu Shen Chang Hung | Wang Jin Wen Wang Jin Wen (joven) | Hermano de Jin Li                                           | 3 1              | 2017     |
| Pauline Lan                 | Lu Mei Hua                        | Madre de Xiao Qiao / Presidenta de "Qiang Feng Corporation" | 2                | 2017     |
| Wang Dao-Nan                | Wang Bo Hai                       | Padre de Jin Li y Jin Wen                                   | 2                | 2017     |
| Alice Ke                    | Han Rong                          | Estudiante del Depto. de Administración de Negocios         | 2                | 2017     |
| Ke Shu-qin                  | Yue E'                            | Adivina                                                     | 2                | 2017     |
| -                           | Madame Xu                         | Directora de la Secundaria                                  | 2                | 2017     |
| Bo Zi                       | -                                 | Amigo de Yi Yi                                              | 2                | 2017     |
| Jeremiah Liu                | "Little Finger"                   | Maestro de Li Zheng                                         | 1                | 2017     |
| Liao Pei Yu                 | Zhong Shao Xi (joven)             | -                                                           | 1                | 2017     |
| -                           | Li Ying                           | Casera de Li Zheng y Shao Xi                                | 1                | 2017     |
| Cheng-Peng Kao              | -                                 | Bisabuelo de Shao Xi                                        | 1                | 2017     |
| Tseng Yu-Jia                | -                                 | Estudiante del Depto. de Administración de Negocios         | 1                | 2017     |
| -                           | Peter                             | Amigo de Run Fa                                             | 1                | 2017     |
| -                           | Jordan                            | Amigo de Run Fa                                             | 1                | 2017     |
| -                           | -                                 | exnovio de Xiao Qiao                                        | 1                | 2017     |
| Hou Pin Chen                | Wang Jin Li (de pequeño)          | Estudiante                                                  | 1                | 2017     |

## Episodios
La serie estuvo conformada por 15 episodios, los cuales fueron emitidos todos los domingos a las 10:00pm.

## Música
El Soundtrack de la serie estuvo conformada por 11 canciones, fue lanzada el 18 de agosto del 2017 por "HIM International Music Inc.".
La música de inicio fue "Love is Happening" (愛正在發生) de Wang Zi, mientras que la música del final fue "Guess" (猜猜看) de Joanne Tseng.
| No. | Artista (as)          | Canción                                          | Duración |
| --- | --------------------- | ------------------------------------------------ | -------- |
| 1   | Wang Zi (Prince Chiu) | "Love is Happening" (愛正在發生)                 | 3:53     |
| 2   | Joanne Tseng          | "Guess" (猜猜看)                                 | 4:16     |
| 3   | Janice Yan            | "Just Loving" (我愛著就好)                       | 4:01     |
| 4   | Karen Lin             | "Close To You" (OT:(They Long to Be))            | 3:45     |
| 5   | Wang Zi (Prince Chiu) | "The Window" (窗)                                | 4:47     |
| 6   | Popu Lady             | "Falling For You" (栽在你手裡)                   | 2:47     |
| 7   | Calvin Chen           | "Mr. Popular" (萬人迷不迷)                       | 3:31     |
| 8   | Hebe Tien             | "You Better Not Think About Me" (你就不要想起我) | 4:42     |
| 9   | Tank                  | "Give Me Your Love" (給我你的愛)                 | 4:46     |
| 10  | Hebe Tien             | "Leave Me Alone" (寂寞寂寞就好)                  | 4:38     |
| 11  | Tank                  | "It Had to Be You" (非你莫屬)                    | 4:49     |

## Premios y nominaciones
| Año  | Categoría          | Premio             | Nominado         | Resultado |
| ---- | ------------------ | ------------------ | ---------------- | --------- |
| 2018 | Best Foreign Drama | 32th TV Gold Award | Attention, Love! | Ganó      |

## Producción
La serie fue creada por "Eastern Television", también es conocida como "Attention Love 520".
Fue dirigida por Huang Tian Ren (黃天仁), escrita por Jian Qi Feng (簡奇峰) y Lin Xin Hui (林欣慧), y producida por Chen Zhi Han (陳芷涵) y Ma Yi Ting (麻怡婷).
Contó con el apoyo de la compañía de producción "San Phone Production" (三鳳製作).

### Emisiónes
| País   | Cadenas / Canal | Fecha de Inicio      | Horario           |
| ------ | --------------- | -------------------- | ----------------- |
| Taiwán | CTV             | 30 de julio de 2017  | 10:00-11:30 p. m. |
| Taiwán | EBC Drama       | 6 de agosto de 2017  | 8:00-9:30 p. m.   |
| Taiwán | EBC Variety     | 12 de agosto de 2017 | 10:00-11:30 p. m. |